# Ilebo
Ilebo, tidigare känt som Port-Francqui, är en ort i provinsen Kasaï i Kongo-Kinshasa vid floden Kasaï, precis ovanför platsen där Kasaï flyter ihop med Sankurufloden. Orten är ett viktigt transportnav för färjor till Kinshasa och tåg till Lubumbashi i provinsen Haut-Katanga. 
Stadsbilden domineras av den stora paviljongen Hôtel des Palmes, byggd i samband med ett belgiskt kungabesök på 1920-talet.